# João Batista Melo
João Batista Melo (Belo Horizonte, 1960) é um escritor, compositor e cineasta brasileiro nascido em Belo Horizonte, Minas Gerais. Seu trabalho em literatura possui forte influência do realismo mágico, através de autores como Murilo Rubião, Julio Cortázar, Lygia Fagundes Telles e José J. Veiga, e da ficção científica, em especial de Ray Bradbury e de Clifford D. Simak. 

## Biografia
Seus livros incorporam, também, uma grande influência do cinema. Em entrevistas à imprensa, o autor já declarou diversas vezes que possui dois grandes ícones no cinema, aparentemente incompatíveis, mas que tiveram grande peso na concepção de sua obra: o norte-americano Steven Spielberg e o italiano Roberto Rossellini. 
Identificado com a chamada Geração 90 da literatura brasileira, atuou também como crítico de livros e de filmes em vários jornais e participou do ressurgimento do Centro de Estudos Cinematográficos no final da década de 1970. Sua tese de mestrado, defendida em 2004 na Unicamp, foi a primeira feita no Brasil sobre cinema infantil e deu origem ao livro Lanterna mágica: infância e cinema infantil.
Compôs as trilhas sonoras dos curta metragens "Um ano novo danado de bom" e "A janela".

## Livros publicados
- O inventor de estrelas (contos, 1991)
- As baleias do Saguenay (contos, 1995)
- Patagônia (romance, 1998)
- Um pouco mais de swing (contos, 1999)
- O colecionador de sombras (contos, 2008)
- Descobrimentos (contos, 2011)
- Lanterna mágica: infância e cinema infantil (ensaio, 2011)

### Prêmios literários
- O inventor de estrelas - Prêmio Guimarâes Rosa (Secretaria Estadual de Cultura), 1989
- As baleias do Saguenay - Prêmio Cidade de Belo Horizonte (Secretaria Municipal de Cultura de Belo Horizonte) e Prêmio Paraná (Secretaria Estadual de Cultura do Paraná), 1994
- Um pouco mais de swing - Prêmio/bolsa da Fundação Biblioteca Nacional para obras de autores brasileiros em fase de conclusão, 1998
- Patagônia - Prêmio Cruz e Sousa de Romance (Fundação Catarinense de Cultura), 1998
- Lanterna mágica: infância e cinema infantil - Finalista do Prêmio Jabuti, 2012
- Malditas fronteiras - Prêmio Nacional de Literatura Cidade de Belo Horizonte, categoria Romance, e finalista do Prêmio Benvirá de Literatura

## Filmes
- A quem possa interessar - curta-metragem, ficção, 16mm, 1980
- Tampinha - curta-metragem, ficção, 16mm, 2004, baseado no livro de Ângela Lago
- As fadas da areia - curta-metragem, ficção, HD, 2008, baseado no livro de May Shuravel
- A janela - curta-metragem, ficção, 35mm, 2010, baseado no conto de Lygia Fagundes Telles
- Um ano novo danado de bom - curta-metragem, ficção, HD, 2013, baseado no livro de Ângela Lago

### Prêmios em cinema
- Melhor curta-metragem de ficção - Tampinha - Divercine, Festival Internacional de Cine para Niños y Jóvenes, 2005